# Diamentowa Liga 2024
Diamentowa Liga 2024 – piętnasta edycja prestiżowych zawodów Diamentowej Ligi. W 2024 roku pierwszy mityng odbył się 20 kwietnia w Xiamen na Egret Stadium, a cykl zakończył się w dniach 13–14 września podczas finałowych zawodów Memorial Van Damme w Brukseli. Cykl składał się z 15 mityngów.

## Kalendarz
| Data           | Mityng                                         | Miasto    | Stadion                        | Wyniki    |
| -------------- | ---------------------------------------------- | --------- | ------------------------------ | --------- |
| 20 kwietnia    | Xiamen Diamond League                          | Xiamen    | Egret Stadium                  | Rezultaty |
| 27 kwietnia    | Shanghai Diamond League                        | Suzhou    | Suzhou Olympic Sports Centre   | Rezultaty |
| 10 maja        | Doha Diamond League                            | Doha      | Qatar SC Stadium               | Rezultaty |
| 19 maja        | Meeting international Mohammed VI d’athlétisme | Marrakesz | Stade de Marrakech             | Rezultaty |
| 25 maja        | Prefontaine Classic                            | Eugene    | Hayward Field                  | Rezultaty |
| 30 maja        | Bislett Games                                  | Oslo      | Bislett Stadion                | Rezultaty |
| 2 czerwca      | Bauhaus-Galan                                  | Sztokholm | Stadion Olimpijski             | Rezultaty |
| 7 lipca        | Meeting de Paris                               | Paryż     | Stade Sébastien Charléty       | Rezultaty |
| 12 lipca       | Herculis                                       | Monako    | Stade Louis II                 | Rezultaty |
| 20 lipca       | London Athletics Meet                          | Londyn    | Stadion Olimpijski             | Rezultaty |
| 21–22 sierpnia | Athletissima                                   | Lozanna   | Stade Olympique de la Pontaise | Rezultaty |
| 25 sierpnia    | Memoriał Kamili Skolimowskiej                  | Chorzów   | Stadion Śląski                 | Rezultaty |
| 30 sierpnia    | Golden Gala                                    | Florencja | Stadio Olimpico                | Rezultaty |
| 4–5 września   | Weltklasse Zürich                              | Zurych    | Letzigrund Stadion             | Rezultaty |
| 13–14 września | Memorial Van Damme                             | Bruksela  | Stadion Króla Baudouina I      | Rezultaty |

## Zwycięzcy
| Konkurencja                        |                         |
| Mężczyźni                          |                         |
| Bieg na 100 metrów                 | Ackeem Blake            |
| Bieg na 200 metrów                 | Kenneth Bednarek        |
| Bieg na 400 metrów                 | Charles Dobson          |
| Bieg na 800 metrów                 | Emmanuel Wanyonyi       |
| Bieg na 1500 metrów                | Jakob Ingebrigtsen      |
| Bieg na 5000 metrów                | Berihu Aregawi          |
| Bieg na 3000 metrów z przeszkodami | Amos Serem              |
| Bieg na 110 metrów przez płotki    | Sasha Zhoya             |
| Bieg na 400 metrów przez płotki    | Alison dos Santos       |
| Skok wzwyż                         | Gianmarco Tamberi       |
| Skok o tyczce                      | Armand Duplantis        |
| Skok w dal                         | Tajay Gayle             |
| Trójskok                           | Pedro Pichardo          |
| Pchnięcie kulą                     | Leonardo Fabbri         |
| Rzut dyskiem                       | Matthew Denny           |
| Rzut oszczepem                     | Anderson Peters         |
| Kobiety                            |                         |
| Bieg na 100 metrów                 | Julien Alfred           |
| Bieg na 200 metrów                 | Brittany Brown          |
| Bieg na 400 metrów                 | Marileidy Paulino       |
| Bieg na 800 metrów                 | Mary Moraa              |
| Bieg na 1500 metrów                | Faith Kipyegon          |
| Bieg na 5000 metrów                | Beatrice Chebet         |
| Bieg na 3000 metrów z przeszkodami | Faith Cherotich         |
| Bieg na 100 metrów przez płotki    | Jasmine Camacho-Quinn   |
| Bieg na 400 metrów przez płotki    | Femke Bol               |
| Skok wzwyż                         | Jarosława Mahuczich     |
| Skok o tyczce                      | Nina Kennedy            |
| Skok w dal                         | Larissa Iapichino       |
| Trójskok                           | Leyanis Pérez Hernández |
| Pchnięcie kulą                     | Sarah Mitton            |
| Rzut dyskiem                       | Valarie Allman          |
| Rzut oszczepem                     | Haruka Kitaguchi        |

## Polacy
Lokaty Polaków w zawodach finałowych:
| Lokata | Imię i nazwisko  | Konkurencja        |
| ------ | ---------------- | ------------------ |
| 8.     | Pia Skrzyszowska | 100 m przez płotki |